# Tanhuato de Guerrero
Tanhuato de Guerrero är en kommunhuvudort i Mexiko.   Den ligger i kommunen Tanhuato och delstaten Michoacán de Ocampo, i den centrala delen av landet, 300 km väster om huvudstaden Mexico City. Tanhuato de Guerrero ligger 1 577 meter över havet och antalet invånare är 8 454.
Terrängen runt Tanhuato de Guerrero är platt norrut, men söderut är den kuperad. Runt Tanhuato de Guerrero är det ganska tätbefolkat, med 120 invånare per kvadratkilometer. Närmaste större samhälle är Yurécuaro, 7,5 km nordost om Tanhuato de Guerrero. Omgivningarna runt Tanhuato de Guerrero är en mosaik av jordbruksmark och naturlig växtlighet.